# 幼児キリストの礼拝 (コレッジョ)

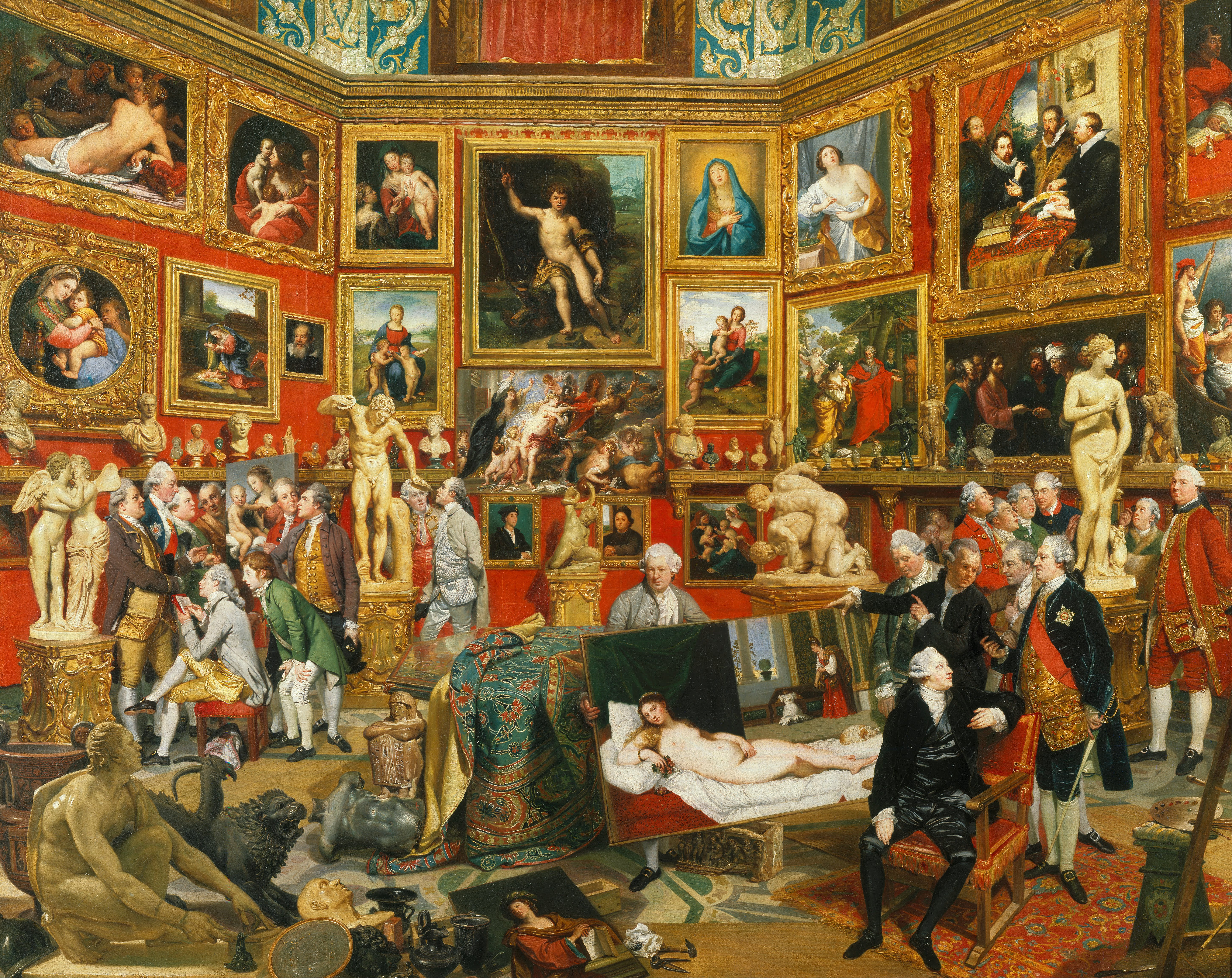
ヨハン・ゾファニーの作品『ウフィツィ美術館のトリブーナの理想的景観』。ウィンザー城所蔵のロイヤル・コレクション。

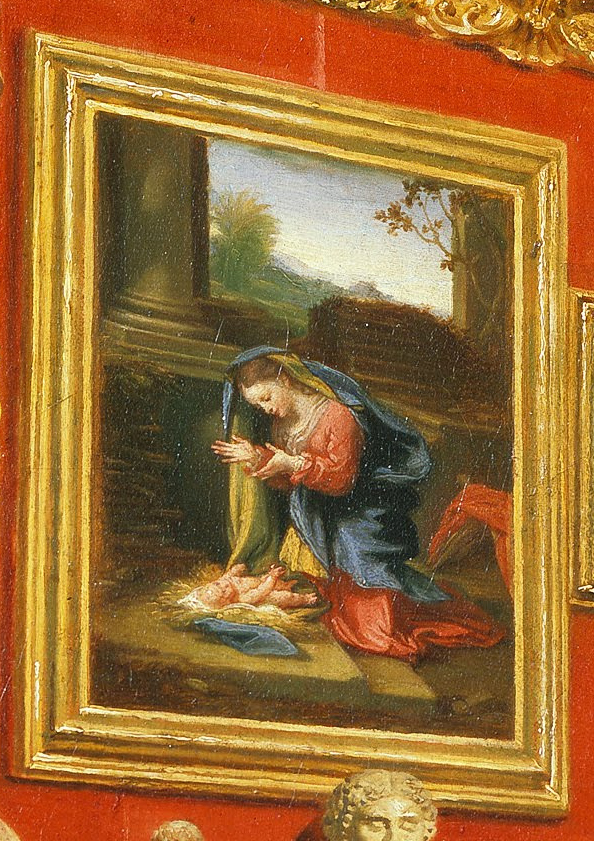
『ウフィツィ宮殿のトリブーナの理想的景観』に描かれた『幼児キリストを礼拝する聖母』。

『幼児キリストを礼拝する聖母』（ようじキリストをれいはいするせいぼ、伊: Madonna adorante il Bambino, 英: Adoration of the Christ Child）は、ルネサンス期のイタリアの画家コレッジョが1525年から1526年頃に制作した絵画である。油彩。主題はスウェーデンの聖ビルギッタが死の前年にベツレヘムで見たとされる、横たわる幼児キリストを礼拝する聖母マリアの幻視を描いている。来歴は不明だがウフィツィ宮殿の最も重要なコレクションが展示されたトリブーナで飾られたことが知られている。現在はフィレンツェのウフィツィ美術館に所蔵されている。

## 作品
朝の薄明の中、聖母マリアは幼児キリストの前にひざまずいて礼拝している。2人がいるのは異教の神殿の廃墟で、聖母は廃墟に残された石材の上に布と柔らかな藁を敷き、その上にキリストを寝かしている。幼児の発する穏やかな光が聖母を照らし、聖母は情愛に満ちた仕草と表情で幼児を見つめている。聖母の背後に置かれた鞍と遠景に描かれた椰子はエジプトへの逃避の途上であることを物語っている。ひざまずいて礼拝する聖母の姿はフィリッポ・リッピの合掌する聖母の図像に依拠しているが、コレッジョの場合は合掌ではなく手を開いた仕草で礼拝している。この仕草は異教起源であり、イスラム文化と初期キリスト教に伝わってはいたが、それまでのルネサンス美術では見られないものである。柔らかく、穏やかな光の表現と繊細な描写に、レオナルド・ダ・ヴィンチとラファエロ・サンツィオの影響を受けたコレッジョの特質をよく表している。

## 来歴
この作品は、1617年にマントヴァ公フランチェスコ1世・ゴンザ―ガからトスカーナ大公国のコジモ2世に寄贈された。メディチ家は作品をウフィツィ美術館のトリブーナに展示し、1634年までそこにあった。この絵の元の依頼は不明であるが、ルネサンス後期の芸術伝記作家ジョルジョ・ヴァザーリが言及し、ルカ・パラヴィチーノによってジェノヴァからレッジョ・エミリアに持ち込まれたものと同一視する人もいる。
作品の年代測定は、描法の要素に基づいている。1524-1526年への帰属は、『十字架降下』、『四聖人の殉教』(パルマ国立美術館) との類似性に由来している。作品の複製がヨハン・ゾファニーとジョヴァン・バティスタ・ステファネスキによって制作された。

## 評価
アントン・ラファエル・メングスは様式的にプラド美術館の『ノリ・メ・タンゲレ』に近いことから、コレッジョの真作であると主張したが、コレッジョ作品の中で特に美しいものの1つとは見なしていない。しかし1775年から1793年にかけてウフィツィ美術館の館長を務めたジュゼッペ・ベンチヴェンニ・ペッリは、コジモ2世の時代に大公家のコレクションに加わった作品の中でも特に重要な作品の1つと見なし、美術史家ルイージ・ランツィは本作品がいかに高く評価されていたかはフェィレンツェ中で見い出せる模写の存在から明らかであるとした。作家ヘンリー・ジェームズは小説 『ある婦人の肖像』（1881年）に登場するアメリカ人ジャーナリスト、ヘンリエッタ・スタックポール（Henrietta Stackpole）に「世界で最も美しい絵」という感想を抱かせた。

## 修復
おそらく1937年の展覧会に際して裏打ちが施され、キャンバスの張りが強められた。また色付きのニスが塗布されたが完全に黄色に変色し、ヨハン・ゾファニーによって記録された作品本来の色彩や、明暗のコントラスト、遠近法的奥行きが失われてしまった。2007年に日本の国立西洋美術館で開かれた『パルマ イタリア美術、もう一つの都』展に際して本作品の洗浄が行われた結果、絵画の状態が改善されている。